# HANS – Der Hamburger Musikpreis
HANS – Der Hamburger Musikpreis war ein deutscher Musikpreis, der zwischen 2009 und 2019 von der Interessengemeinschaft Hamburger Musikwirtschaft e. V. (IHM) vergeben wurde.

## Allgemeines
Der Name HANS steht nach Aussage des Ausrichters für „Hamburg, Hansestadt, HANSeatisch und auch Hans Albers“. Der Preis wurde seit 2009 jährlich an Hamburger Künstler oder an Personen, die für einen Hamburger Künstler arbeiten, verliehen. Medienpartner war der NDR, als Hauptsponsor trat die Hamburger Volksbank auf.

## Preisverleihungen
Die erste Verleihung des HANS fand am 24. September 2009 im Rahmen des 13. Treffens der Hamburger Musikwirtschaft und der vierten Ausgabe des Reeperbahn Festivals im Gruenspan in Hamburg statt. Die Preise, die in drei Kategorien vergeben wurden, waren vom Hamburger Musiker und Künstler Nils Koppruch gestaltet. Als Laudatoren traten u. a. Olli Schulz und Jan Delay auf.
Auch 2010 fand die Verleihung im Gruenspan statt. Die Anzahl der Preise wurde auf acht erhöht. In jeder der Kategorien gab es nun jeweils vier Nominierte, aus der eine Jury bestehend aus 15 Vertretern der verschiedensten Bereiche der Hamburger Musikwirtschaft den Gewinner wählte. In der Jury 2010 saßen u. a. Peter Urban und Matthias Arfmann. Lars Lewerenz, Chef des prämierten Labels Audiolith, bezeichnete Hans Albers in seiner Dankesrede als „Scheißtyp, der die übelste Nazi-Propaganda gebuckelt“ habe. Anschließend zertrümmerte er den Preis mit einer Axt.
Am 22. November 2011 fand die dritte Verleihung des HANS im Gruenspan statt. Zu der Jury 2011 zählte u. a. Dirk Darmstaedter. 2012 fand die Verleihung, moderiert von Das Bo und Johanna Leuschen, am 26. November statt.
Am 27. November 2013 gab es die fünfte Ausgabe im Mojo Club auf der Reeperbahn. Moderiert wurde die Veranstaltung von Götz Bühler. Hierbei wurde erstmals der Preis für den besten Song des Jahres verliehen, dafür entfiel der Preis für das beste Label.
Am 26. November 2014 wurde der HANS in der Hamburger Markthalle verliehen. Moderiert wurde die Veranstaltung, wie auch schon 2013, von Götz Bühler. In der Jury saßen einige neue Vertreter aus der Medienbranche. Darunter waren zum Beispiel Christoph Becker (Studio Bass HH/Constantin Musik), Eric Burton (Heartbeat Promotion/Schubert Music Publishing GmbH/Schubert Music Agency GmbH), Sven Bünger (Musiker und Produzent), Max Domma (Reeperbahn Festival), Oliver Frank (Künstlermanagement), Norbert Grundei (N-JOY Programmchef).
Der Festakt fand auch in den folgenden drei Jahren in der Markthalle statt. Am 24. November 2015 und am 23. November 2016 führte Lukas Nimscheck durch den Abend, am 21. November 2017 Nina Maleika und Alassane „AJ“ Jensen.
2018 fand keine Preisverleihung statt. Für das 10-jährige Jubiläum des Musikpreises im Jahr 2019 wurde ein Relaunch unter dem neuen Namen Hamburger Musikpreis mit neuem Programm und Reduzierung auf fünf Kategorien durchgeführt. Die Verleihung fand am 18. November 2019 im Mojo Club statt, moderiert von Bianca Hauda und Hubertus Koch.
Im Jahr 2020 fiel die Veranstaltung aufgrund der COVID-19-Pandemie aus.

## Preisträger

### 2009
- Hamburger Künstler des Jahres: Gisbert zu Knyphausen
- Herausragende Hamburger Künstlerentwicklung: Jan Delay und Team
- Hamburger Medienformat des Jahres: ByteFM

### 2010
- Hamburger Künstler des Jahres: Tocotronic
- Hamburger Produktion des Jahres: Matthias Arfmann, Jan Delay und Tropf für Wir Kinder vom Bahnhof Soul
- Hamburger Label des Jahres: Audiolith
- Herausragende Hamburger Künstlerentwicklung: Fettes Brot
- Hamburger Medienformat des Jahres: Inas Nacht
- Hamburger Programmmacher des Jahres: Reeperbahn Festival
- Hamburger Verpackung des Jahres: Dial Rec./Smallville Records und Store
- Hamburger Nachwuchs des Jahres: 1000 Robota

### 2011
- Hamburger Künstler des Jahres: Thees Uhlmann
- Hamburger Produktion des Jahres: Tingvall Trio für Vägen
- Hamburger Label des Jahres: Tapete Records
- Herausragende Hamburger Künstlerentwicklung: Nneka und Team
- Hamburger Medienformat des Jahres: 917 xfm
- Hamburger Programmmacher des Jahres: Uebel & Gefährlich
- Hamburger Gestaltung des Jahres: Walter Welke
- Hamburger Nachwuchs des Jahres: Boy
- Sonderpreis der IHM: Popkurs Hamburg, Kontaktstudiengang Popularmusik

### 2012
- Hamburger Künstler des Jahres: Deichkind
- Hamburger Produktion des Jahres: Kid Kopphausen für I
- Hamburger Label des Jahres: Grand Hotel van Cleef
- Herausragende Hamburger Künstlerentwicklung: Samy Deluxe
- Hamburger Medienformat des Jahres: Live (Beilage im Hamburger Abendblatt und „Live täglich“ online)
- Hamburger Programmmacher des Jahres: Dockville
- Hamburger Gestaltung des Jahres: Fraktus (Kinofilm)
- Hamburger Nachwuchs des Jahres: Tonbandgerät
- Ehrenpreis der Jury für das Lebenswerk von Konzertveranstalter Karsten Jahnke

### 2013
- Hamburger Künstler des Jahres: Bosse
- Hamburger Produktion des Jahres: DJ Koze für Amygdala
- Hamburger Song des Jahres: So oder so von Bosse
- Herausragende Hamburger Künstlerentwicklung: Bosse
- Hamburger Medienformat des Jahres: N-Joy Neu / Reeperbahnfestival Bus Live
- Hamburger Programmmacher des Jahres: Michelle Records (Plattenladen für seine Schaufensterkonzerte)
- Hamburger Gestaltung des Jahres: Rocket & Wink (Reeperbahnfestival-Werbekampagne)
- Hamburger Nachwuchs des Jahres: Fayzen
- Sonderpreis der IHM: Warner Music Central Europe

### 2014
- Hamburger Künstler des Jahres: Marcus Wiebusch
- Hamburger Nachwuchs des Jahres: Trümmer
- Herausragende Hamburger Künstlerentwicklung: Deine Freunde
- Hamburger Medienformat des Jahres: Das Wetter – Magazin für Text und Musik
- Hamburger Produktion des Jahres: Death By Burning von Mantar
- Hamburger Programmmacher des Jahres: Überjazz Festival
- Hamburger Gestaltung des Jahres: Axel Solman für die Gestaltungen zum Golden Pudel Club
- Hamburger Song des Jahres: Der Tag wird kommen von Marcus Wiebusch

### 2015
- Hamburger Künstler des Jahres: Deichkind
- Hamburger Nachwuchs des Jahres: Helena Hauff
- Herausragende Hamburger Künstlerentwicklung: Das Team um Boy
- Hamburger Musiker des Jahres: Nils Wülker
- Hamburger Song des Jahres: Pisse von Schnipo Schranke
- Hamburgs bestes Imaging des Jahres: Recorded. Live in Hamburgs Plattenläden (Buch) von Nicolas Christitch und Katrin Vierkant
- Hamburger Album des Jahres: Niveau Weshalb Warum von Deichkind
- Hamburger Lotse des Jahres: Buback Tonträger GmbH

### 2016
- Hamburger Künstler des Jahres: Udo Lindenberg
- Hamburger Nachwuchs des Jahres: Haiyti
- Herausragende Hamburger Künstlerentwicklung: Johannes Oerding
- Hamburger Musiker des Jahres: Farhot
- Hamburger Song des Jahres: Ahnma von Beginner
- Hamburgs bestes Imaging des Jahres: David Aufdembrinke für Es war einmal von Beginner (Video)
- Hamburger Album des Jahres: Advanced Chemistry von Beginner
- Hamburger Lotse des Jahres: Folkert Koopmans

### 2017
- Nachwuchs des Jahres: Kalim
- Künstler des Jahres: 187 Strassenbande
- Musiker des Jahres: Kaiser Quartett
- Song des Jahres: Bist du down? von Ace Tee feat. Kwam.E (prod. by Plusma)
- Hamburger Künstlerentwicklung: earMUSIC für Alice Cooper
- Bestes Imaging: Auge Altona für „Diverse Videoarbeiten“
- Album des Jahres: Sophia Kennedy von Sophia Kennedy
- Lotse des Jahres: Christoph Lieben-Seutter
- Sonderpreis der IHM: 20 Jahre Kontor Records

### 2019
- „Lieblingslied“ – Song des Jahres: Richtig gutes Zeug von Deichkind
- „Beste Freunde“ – Beste Partner in der Musikbranche: EQ:booking
- „Hamburg brennt“ – Engagement/Initiative des Jahres: musicHHwomen
- „100.000 Fans“ – Künstler des Jahres: Erobique
- „Neu in der Hamburger Schule“ – Newcomer des Jahres: One Mother